# St. Pankratius (Floisdorf)

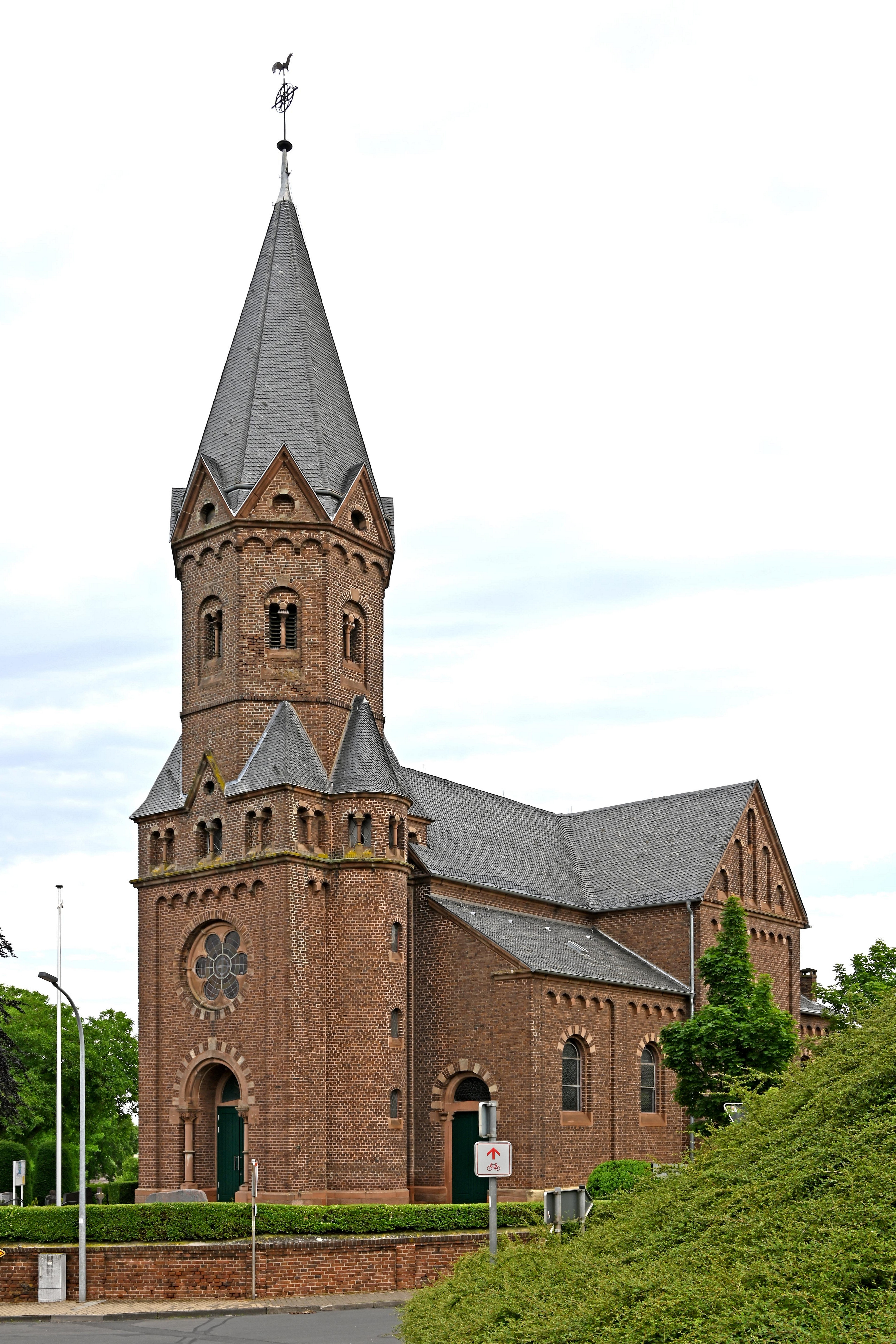
Pfarrkirche St. Pankratius

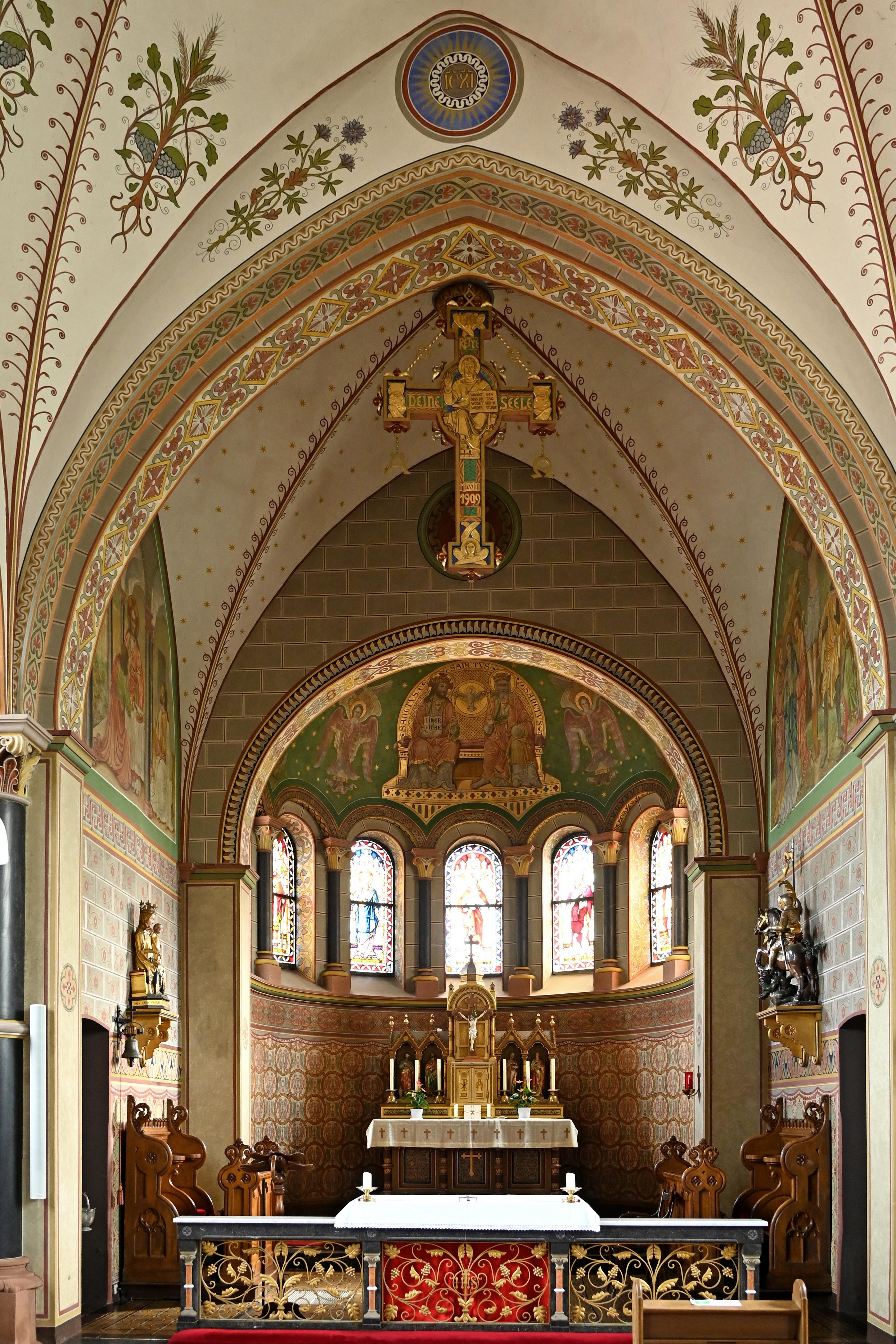
St. Pankratius (Floisdorf), Chor

St. Pankratius ist eine römisch-katholische Pfarrkirche in Floisdorf, einem Stadtteil von Mechernich im Kreis Euskirchen in Nordrhein-Westfalen und steht unter Denkmalschutz. Sie ist dem hl. Pankratius geweiht.

## Geschichte
Eine Kirche im schon zur Römerzeit besiedelten Floisdorf taucht urkundlich erstmals 1291 auf. Hierin wird beurkundet, dass Floisdorf eine Filiale der Pfarre Eicks ist. Kollator waren die Besitzer der Burg Eicks, zudem durfte in der Floisdorfer Kirche das Sakrament der Taufe gespendet werden. In einem Visitationsprotokoll des Jahres 1559 wird berichtet, dass in der Filialkirche von Floisdorf alle Sakramente bis auf die Krankensalbung gespendet werden durften. Um 1732 erhielt Floisdorf faktisch alle Rechte einer Pfarrei, wurde aber nicht als solche geführt. Bei den Pfarrumschreibungen während der Franzosenzeit wurde Floisdorf 1804 zur eigenständigen Pfarre erhoben, jedoch wurde die Pfarre 1808 bereits wieder aufgelöst und als Filialgemeinde der Pfarre Eicks zugeordnet. Erst am 4. April 1856 wird Floisdorf endgültig von Eicks abgetrennt und zur Pfarre erhoben.

## Baugeschichte
Eine Vorgängerkirche an dieser Stelle soll im 11. Jahrhundert erbaut worden sein. In Überlieferungen wird von einer Pankratius-Wallfahrtskirche berichtet. 1742 wurde die Kirche teilweise neu erbaut, zwischen 1856 und 1857 musste sie restauriert werden. Rund 10 Jahre später, im Jahr 1868, verfolgte die Gemeinde einen Kirchenneubau, was allerdings von den zuständigen Behörden abgelehnt worden ist. Erst 1890 konnten die Pläne zu einem Neubau wiederaufgenommen werden.
Der damalige Pfarrer Ceslaus Schneider beauftragte den Kölner Architekten Theodor Kremer zur Planung einer neuen Pfarrkirche. Kremer legte 1890 die Pläne für einen neuromanischen Kirchenneubau vor, sodass die heutige Pfarrkirche von 1890 bis 1892 errichtet werden konnte. Die Bauleitung führte nicht Kremer selbst aus, sondern Aloys Hergersberger aus Stotzheim. Das Gebäude steht auf einem ummauerten Friedhof. Die für den Bau benötigten  Ziegel wurden vor Ort gebrannt; der dafür notwendige Lehm wurde in der Flur von Floisdorf gewonnen. Der Brennmeister Josef Weimer verpflichtete sich, 350.000 Steine in guter Qualität zu liefern. Das Kirchenportal blieb aus Geldmangel unvollendet, im Tympanon steht St. P (für St. Pankratius). Die Steinmetzarbeiten wurden von Mitgliedern der Steinmetzfamilie Drach ausgeführt. Die Familie lieferte auch ein altes Giebelkreuz für das Dach über dem Chor; es wurde 1945 im Zweiten Weltkrieg zerstört und danach durch ein neues Kreuz ersetzt, das 1960 durch einen Orkan heruntergerissen wurde. Das Dach der Kirche wurde 1961 neu beschiefert, gleichzeitig wurde ein kupfernes Firstkreuz aufgesetzt.
Erste größere Veränderungen am Bau wurden 1934 vorgenommen. Einige der Ornamentmalereien wurden überstrichen, sie wurden bei der Restaurierung im Jahr 1974 durch Kirchenmaler Börger aus Zülpich wieder freigelegt. Bei einem Erdbeben im Jahr 1992 wurde die Kirche in Mitleidenschaft gezogen. Untersuchungen ergaben die Einsturzgefährdung der Gewölbe. 1995 wurde das Gebäude für die Öffentlichkeit gesperrt und dann bis 1996 für 1,7 Mio. DM umfangreich renoviert.

## Baubeschreibung
St. Pankratius ist eine dreischiffige Stufenhallenkirche aus Backsteinen im Stil der Neuromanik. Das Langhaus ist zweijochig, der Turm vorgesetzt. Er führt aus einem Quadrat in ein Achteck über. Das Querschiff ist angedeutet und springt nur leicht hervor. Die Wände sind durch je drei schmale, lange Rundbogenfenster gegliedert, die zu einem breiten Fenster zusammengefasst wurden. Da der Bau eines weiteren Joches von der Kölner Erzbischöflichen Behörde abgelehnt wurde, ragt die Orgelempore raumstörend in das Schiff. Im Osten schließt der Bau mit einem einjochigen Chor und daran anschließender halbrunder Apsis.

## Ausstattung

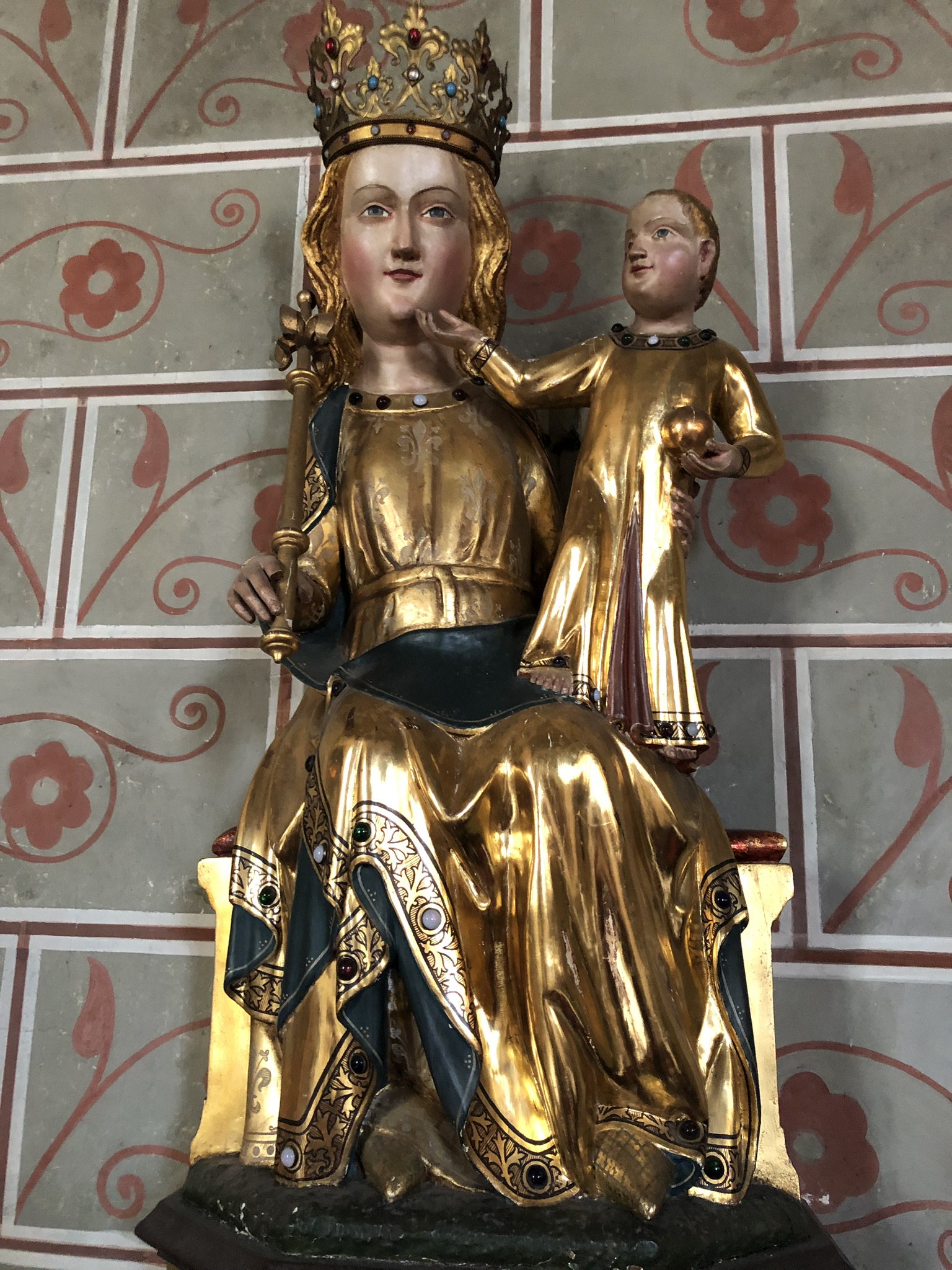
Floisdorfer Madonna

Die ursprüngliche Ausstattung ist vollständig erhalten.
- Die Orgel wurde 1900 von Franz Joseph Schorn aus Kuchenheim gebaut, sie wurde 1988/90 durch Fa. Weimbs Orgelbau wiederhergestellt.
- Die thronende Muttergottes aus Holz, 80 cm von 1400. Sie wurde 1912 neu gefasst und vergoldet. Sie stammt aus einem Heiligenhäuschen. Sie ist damit das wohl älteste Kunstwerk aus dem Stadtgebiet Mechernich.

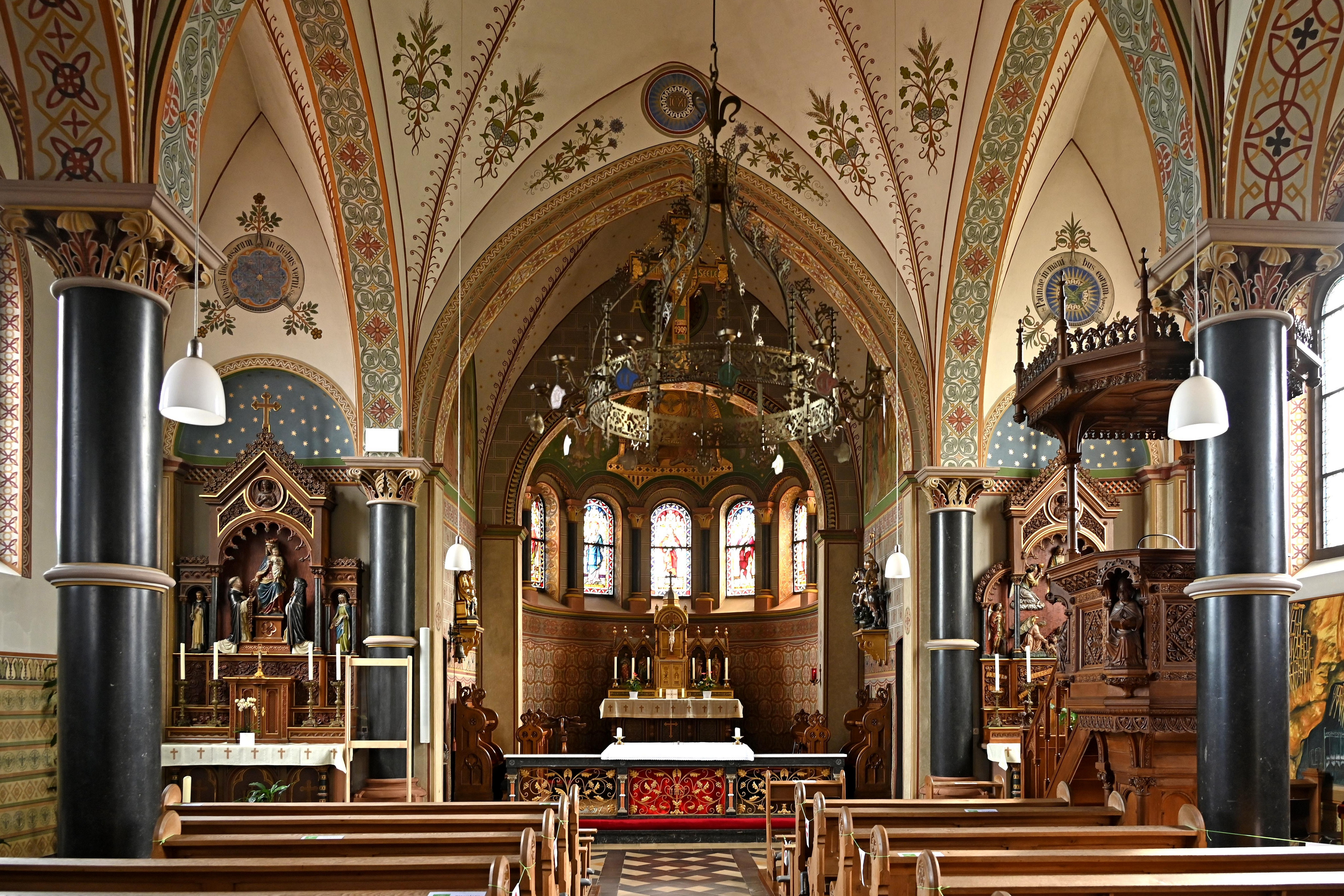
Eine Holzfigur des hl. Georg zu Pferd aus der Zeit um 1700 wird als Pankratius verehrt.  - Blick zum Altar
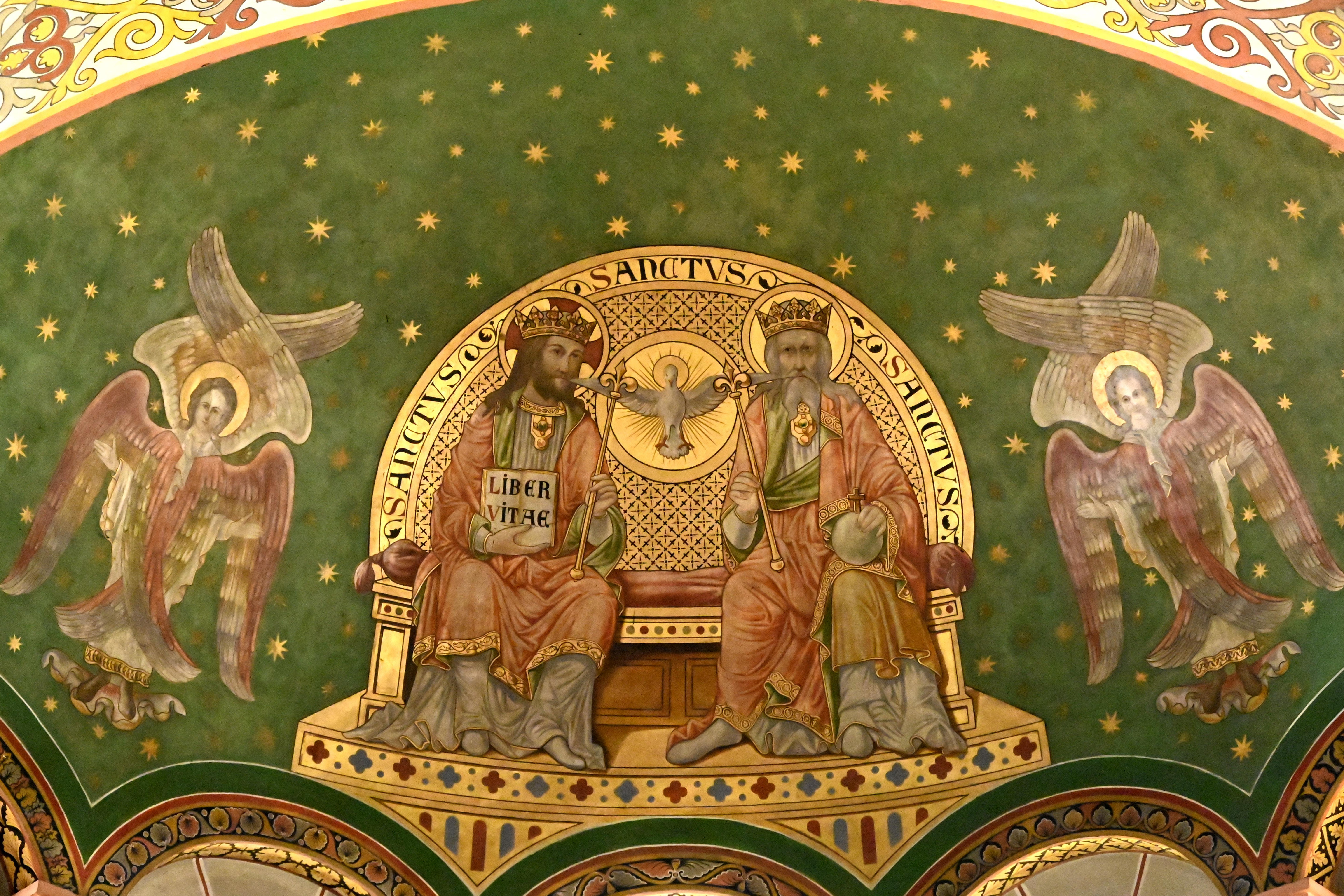
Apsis-Gemälde
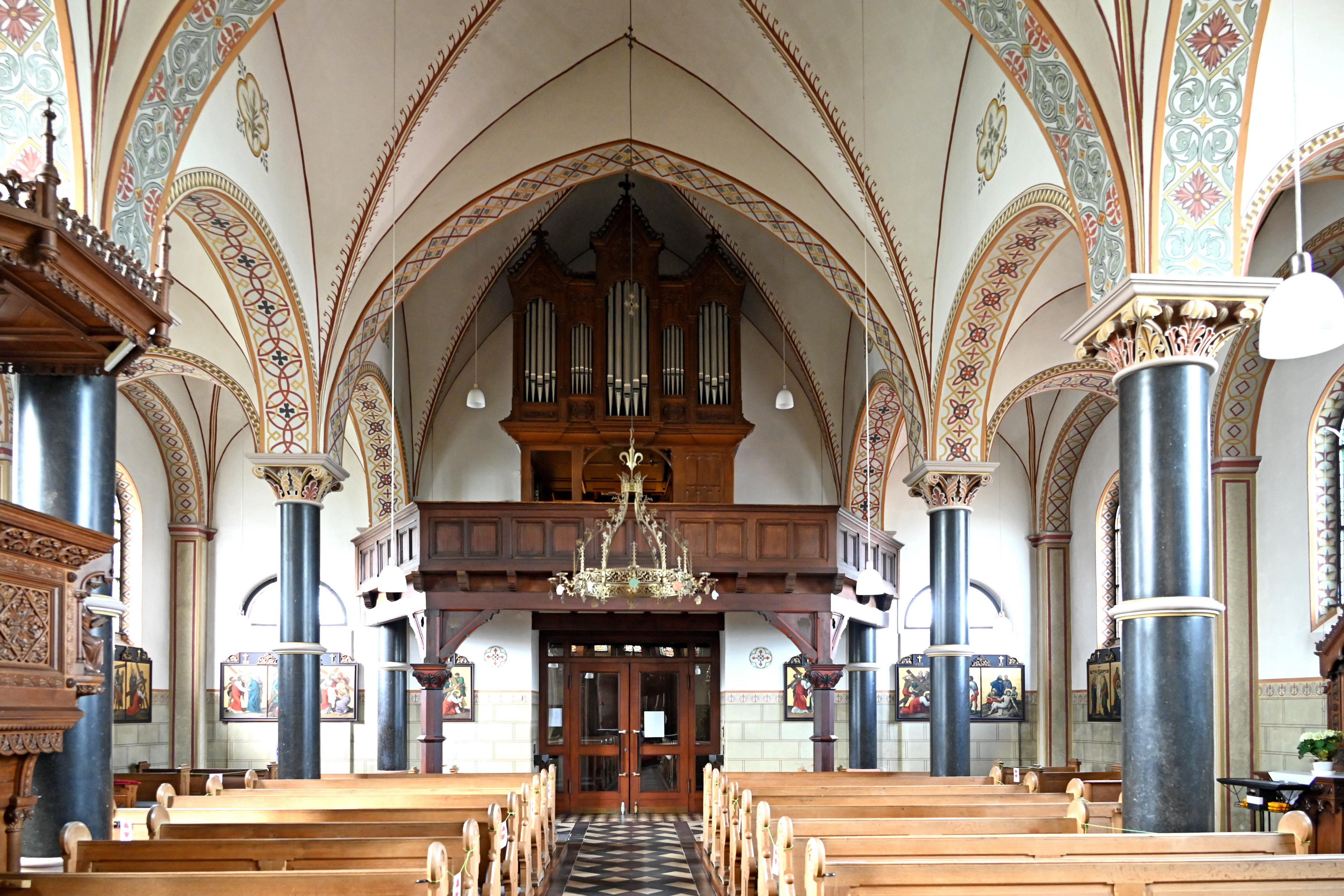
Blick zur Orgel
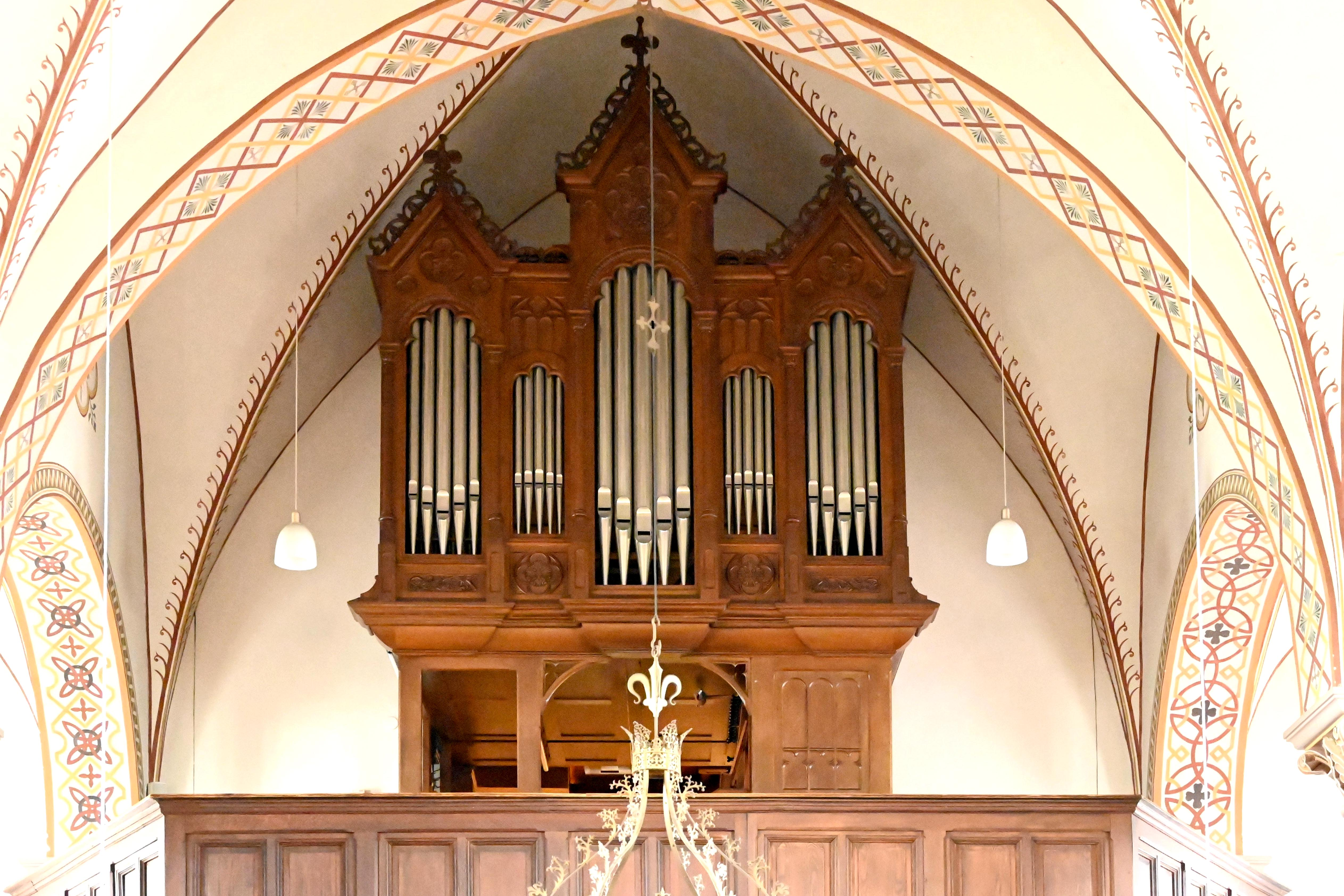
Schorn-Orgel (1896)
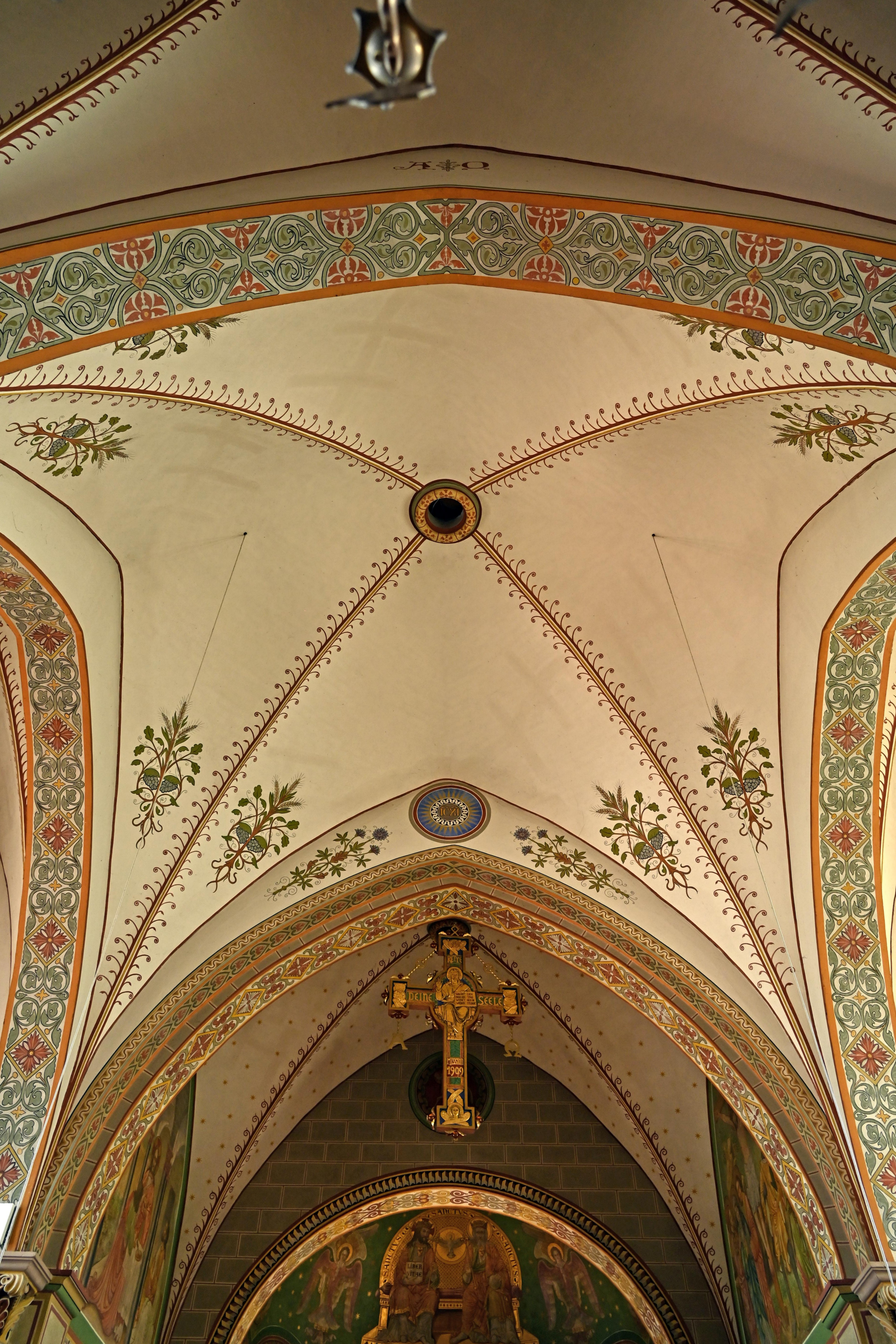
Deckengewölbe
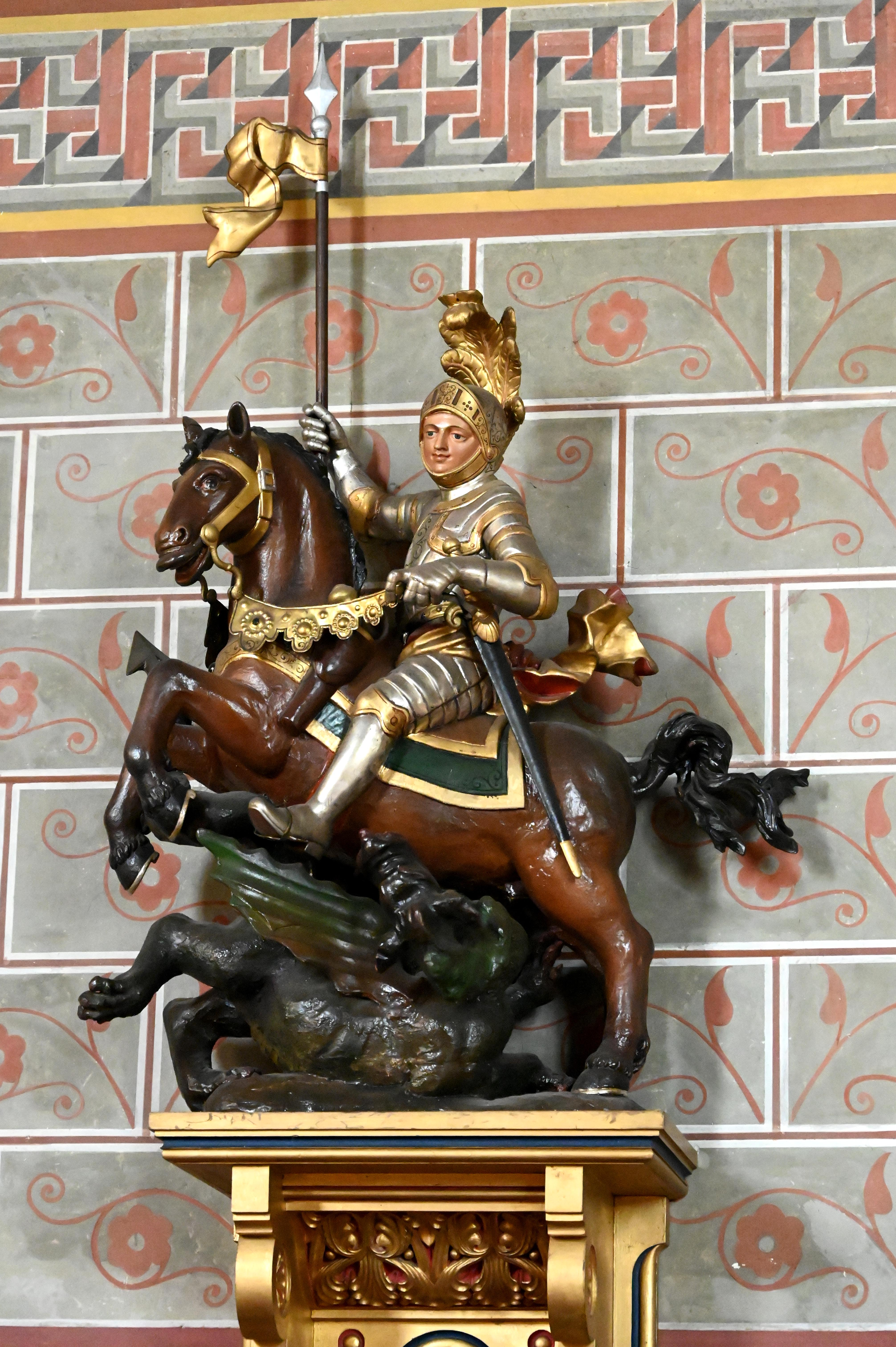
St. Georg (um 1700)
  - Apsis-Gemälde
  - Blick zur Orgel
  - Schorn-Orgel (1896)
  - Deckengewölbe
  - St. Georg (um 1700)

## Pfarrer
Folgende Priester wirkten seit der Erhebung zur Pfarrei 1856 als Pfarrer an St. Pankratius:
| von – bis         |  | Name                             |
| ----------------- |  | -------------------------------- |
| 04.1856 – 09.1862 |  | Peter Josef Spelthahn            |
| 09.1862 – 10.1888 |  | Heinrich Schmidt                 |
| 04.1889 – 03.1908 |  | Ceslaus Maria Schneider          |
| 06.1908 - 03.1916 |  | Karl Maria Heinrich Hubert Kloth |
| 05.1916 - 11.1917 |  | Johann Mathias Henn              |
| 01.1918 - 03.1918 |  | Johann Gottfried Ernst Billig    |
| 04.1918 - 07.1921 |  | Peter Löffelsend                 |
| 08.1921 – 03.1938 |  | Josef Wetter                     |
| 03.1938 – 07.1949 |  | Wilhelm Helling                  |
| 08.1949 – 09.1956 |  | Johannes Harff                   |
| 08.1957–1966      |  | Friedrich Feldhaus               |
| 10.1966 – 06.2002 |  | Heinrich Jumpertz                |
| Seit 2003         |  | Heinz-Josef Arenz                |